# جولي كروس
جولي كروس (بالإنجليزية: Julie Cross)‏ هي كاتبة للأطفال وكاتِبة أمريكية، ولدت في 15 مارس 1980.